# Équipe de Belgique de football en 1912
Maillots
Chronologie
Saison précédente Saison suivante
L'équipe de Belgique de football réalise en 1912 sa première saison internationale sous la direction de l'entraîneur écossais William Maxwell. Malheureusement, les Diables Rouges ne parviennent pas à combler les attentes de victoires et perdent quatre matchs sur les six de l'année.

## Résumé de la saison
Au cours des trois années qui précèdent la Première Guerre mondiale, la fédération belge décide de se mesurer à des adversaires moins classiques et de varier les oppositions de style. C'est ainsi que la Belgique reçoit notamment la Suisse en 1912 et en 1913 et se rend en Italie la même année. Comme les déplacements étaient à l'époque de véritables expéditions, cette dernière rencontre fut jumelée avec un duel en terre suisse.
La première année de William Maxwell à la tête de l'équipe nationale ne fut pas vraiment couronnée de succès mais cela a souvent tenu à peu de chose et la saison aurait pu tourner tout à fait différemment...
Les festivités commence tôt pour la sélection belge par une visite à Saint-Ouen, le 28 janvier, pour y rencontrer la France.
Après l'ouverture de la marque par Les Bleus à un quart d'heure de la fin, le match se conclut sur un partage (1-1) flatteur pour les Français,.

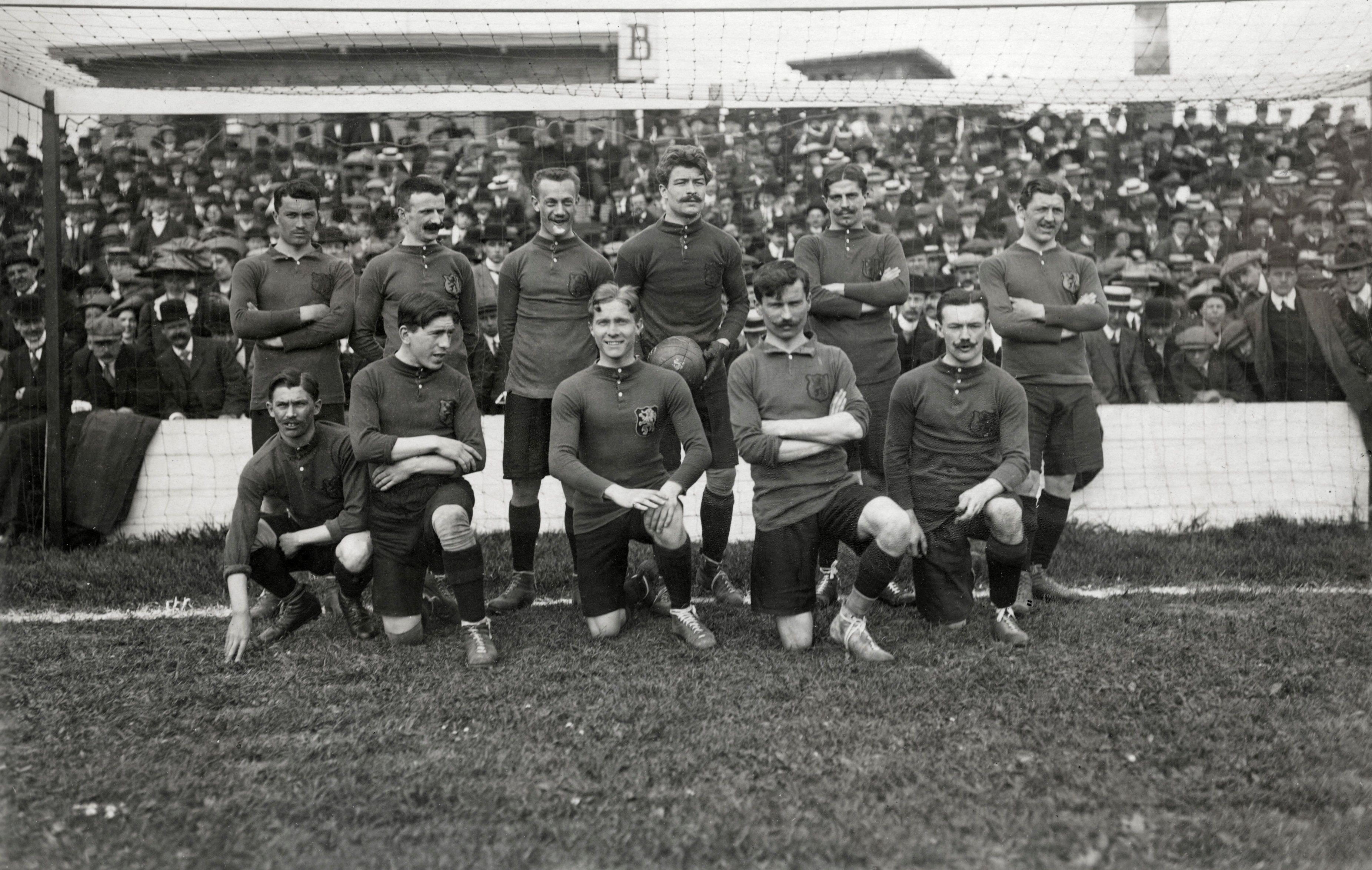
L'équipe belge à Dordrecht, le 28 avril 1912- face aux Pays-Bas.

Le 20 février, les Diables Rouges reçoivent la Suisse à Anvers. Ce match est l'occasion pour les Belges d'infliger aux Helvètes une véritable déculottée (9-2) qui reste encore aujourd'hui l'une des plus larges victoires de la Belgique,.
La Coupe Van den Abeele est une nouvelle fois disputée à Anvers, le 10 mars, et ce sont encore les Pays-Bas qui s'imposent par le plus petit écart (1-2),,. Cette rencontre très disputée voit tous les buts être inscrits en seconde période.
La visite au Léopold des amateurs anglais s'achève à leur avantage mais à nouveau sur un écart d'un seul petit but (1-2), sans que les Belges n'aient démérité,. Cette rencontre, disputée sous les yeux du roi Albert Ier était très attendue par le public belge.
Le 28 avril, le déplacement à Dordrecht aux Pays-Bas, dans le cadre de la désormais classique Rotterdamsch Nieuwsblad Beker, est le théâtre d'une rencontre âprement disputée et riches en buts devant pas moins de dix mille personnes. La partie et remportée par les Oranje (4-3) grâce notamment au troisième triplé de Mannes Francken face à la Belgique,. Lors de cette rencontre, le gardien de but Henri Leroy, blessé à la demi-heure, céda sa place entre les perches à Sylvain Brébart tandis que Camille Van Hoorden monta dans le champ.
1912 était également une année olympique et malgré une inscription au tournoi de football disputé entre le 29 juin et le 5 juillet à Stockholm, la Belgique déclara finalement forfait peu avant le début des rencontres.
La saison la plus longue des Diables Rouges jusqu'alors s'achève le 9 novembre à Swindon où les Belges s'inclinent pour la seconde fois de l'année contre les amateurs anglais (4-0),.

## Les matchs
| Match amical                                                     | France   | 1 - 1   | Belgique         | Stade Bauer Saint-Ouen, France              |                                             |
| 28 janvier 1912 · 14:30 heure locale · Historique des rencontres | Maës 75e | (0 – 0) | Hubin 89e (pen.) | Spectateurs : 1 980 Arbitrage : James Stark | Spectateurs : 1 980 Arbitrage : James Stark |
| 28 janvier 1912 · 14:30 heure locale · Historique des rencontres | Rapport  |         |                  | Spectateurs : 1 980 Arbitrage : James Stark | Spectateurs : 1 980 Arbitrage : James Stark |

| Match amical                                                     | Belgique                                                            | 9 - 2   | Suisse                      | Stadion aan de Broodstraat Anvers, Belgique   |                                               |
| 20 février 1912 · 14:30 heure locale · Historique des rencontres | Van Cant 4e 11e · Saeys 22e 41e 67e · Six 39e 42e · De Veen 80e 83e | (6 – 0) | Weiss 61e (pen.) · Wyss 77e | Spectateurs : 3 000 Arbitrage : Paul Schröder | Spectateurs : 3 000 Arbitrage : Paul Schröder |
| 20 février 1912 · 14:30 heure locale · Historique des rencontres | Rapport                                                             |         |                             | Spectateurs : 3 000 Arbitrage : Paul Schröder | Spectateurs : 3 000 Arbitrage : Paul Schröder |

Note : Première rencontre officielle entre les deux nations.
| Match amical Coupe Van den Abeele                             | Belgique  | 1 - 2   | Pays-Bas       | Kiel Anvers, Belgique                              |                                                    |
| 10 mars 1912 · 14:30 heure locale · Historique des rencontres | Nisot 59e | (0 – 0) | Thomée 58e 72e | Spectateurs : 9 225 Arbitrage : Charles Crisp (en) | Spectateurs : 9 225 Arbitrage : Charles Crisp (en) |
| 10 mars 1912 · 14:30 heure locale · Historique des rencontres | Rapport   |         |                | Spectateurs : 9 225 Arbitrage : Charles Crisp (en) | Spectateurs : 9 225 Arbitrage : Charles Crisp (en) |

| Match amical                                                  | Belgique  | 1 - 2   | Angleterre amateur | Vélodrome de Longchamps Uccle, Belgique       |                                               |
| 8 avril 1912 · 15:00 heure locale · Historique des rencontres | Nisot 32e | (1 – 1) | Bailey 30e 48e     | Spectateurs : 5 000 Arbitrage : Paul Schröder | Spectateurs : 5 000 Arbitrage : Paul Schröder |
| 8 avril 1912 · 15:00 heure locale · Historique des rencontres | Rapport   |         |                    | Spectateurs : 5 000 Arbitrage : Paul Schröder | Spectateurs : 5 000 Arbitrage : Paul Schröder |

| Match amical Rotterdamsch Nieuwsblad Beker                     | Pays-Bas                                   | 4 - 3   | Belgique                  | DFC-terrein aan de Markettenweg Dordrecht, Pays-Bas |                                               |
| 28 avril 1912 · 14:30 heure locale · Historique des rencontres | van Berckel (nl) 1re · Francken 2e 20e 62e | (3 – 2) | Musch 27e · Nisot 43e 56e | Spectateurs : 10 000 Arbitrage : John Pearson       | Spectateurs : 10 000 Arbitrage : John Pearson |
| 28 avril 1912 · 14:30 heure locale · Historique des rencontres | Rapport                                    |         |                           | Spectateurs : 10 000 Arbitrage : John Pearson       | Spectateurs : 10 000 Arbitrage : John Pearson |

| Match amical                                                     | Angleterre amateur                              | 4 - 0   | Belgique | County Ground (en) Swindon, Angleterre                 |                                                        |
| 9 novembre 1912 · 14:30 heure locale · Historique des rencontres | Woodward 10e 40e · Healey (en) 15e · Wright 25e | (4 – 0) |          | Spectateurs : 6 624 Arbitrage : William Nunnerley (en) | Spectateurs : 6 624 Arbitrage : William Nunnerley (en) |
| 9 novembre 1912 · 14:30 heure locale · Historique des rencontres | Rapport                                         |         |          | Spectateurs : 6 624 Arbitrage : William Nunnerley (en) | Spectateurs : 6 624 Arbitrage : William Nunnerley (en) |

## Les joueurs
| Joueurs                | Joueurs                   | Amical | Amical | Amical | Amical | Amical | Amical |
| ---------------------- | ------------------------- | ------ | ------ | ------ | ------ | ------ | ------ |
| Gardiens de but        |                           |        |        |        |        |        |        |
| Henri Leroy            | Union Saint-Gilloise      | 90     |        | 90     | 90     | 28e    |        |
| Robert Chapey          | Daring Club de Bruxelles  |        | 90,    |        |        |        |        |
| Jules Mayné            | Racing Club de Bruxelles  |        |        |        |        |        | 90     |
| Défenseurs             |                           |        |        |        |        |        |        |
| Émile Andrieu          | Racing Club de Bruxelles  | 90     | 90     | 90     | 90     | 90     |        |
| Gaston Hubin           | Excelsior SC de Bruxelles | 90     | 90     | 90     | 90     | 90     | 90     |
| Charles Bauwens        | Daring Club de Bruxelles  | 90     | 90     | 90     |        |        |        |
| Guillaume Vanden Eynde | Union Saint-Gilloise      | 90     |        |        |        |        |        |
| Charles Cambier        | FC Brugeois               |        | 90     |        |        |        |        |
| Hector Tasson          | Racing Club de Bruxelles  |        |        |        | 90     | 90     | 90     |
| Oscar Bossaert         | Daring Club de Bruxelles  |        |        |        | 90     | 90     | 90     |
| Joseph Robyn           | Daring Club de Bruxelles  |        |        |        |        |        | 90     |
| Milieux                |                           |        |        |        |        |        |        |
| Joseph Thys            | Union Saint-Gilloise      | 90     | 90     |        | 90     | 90     | 90     |
| Pierre Vergeylen       | Union Saint-Gilloise      | 90,    |        |        |        |        |        |
| Joseph Musch           | Union Saint-Gilloise      | 90     |        |        | 90     | 90     | 30e    |
| Jean Bouttiau          | Standard de Liège         |        | 90     | 90     | 90     |        |        |
| Camille Nys            | Standard de Liège         |        |        | 90     |        |        |        |
| Camille Van Hoorden    | Racing Club de Bruxelles  |        |        | 90     |        | 28e    |        |
| Hector Goetinck        | FC Brugeois               |        |        |        |        | 90     | 30e    |
| Attaquants             |                           |        |        |        |        |        |        |
| Alphonse Six           | CS Brugeois               | 90     | 90     |        |        |        |        |
| Robert De Veen         | FC Brugeois               | 90     | 90     |        |        |        |        |
| Louis Saeys            | CS Brugeois               | 90     | 90     | 90     |        |        |        |
| Jean Van Cant          | Racing Club de Malines    |        | 90 ,   | 90     | 90     | 90     | 90     |
| Fernand Nisot          | Léopold Football Club     |        |        | 90     | 90     | 90     | 90     |
| Sylvain Brébart        | Daring Club de Bruxelles  |        |        | 90     | 90     | 90     | 90     |
| Clément Demeyer        | Daring Club de Bruxelles  |        |        |        |        |        | 90     |

1. 1 2 3 4 5 6 7  Première sélection officielle pour le joueur.
2. 1 2 3 4 5 6 7 8  Dernière sélection officielle pour le joueur.
3. 1 2 3 4  Premier but officiel pour le joueur.

## Sources